# Liste der Mitglieder des australischen Repräsentantenhauses (1993–1996)
Dies ist die Liste der Abgeordneten des australischen Repräsentantenhauses zwischen 1993 und 1996.
Insgesamt wurden 147 Mitglieder bei den Parlamentswahlen 1993 für das Unterhaus gewählt.
Die Australian Labor Party bildete mit 80 Sitzen die Mehrheit. Die nationalliberale Koalition verlor 4 Sitze.
| Mitglied            | Partei                       | Wahlkreis          | Bundesstaat bzw. Territorium | Amtszeiten           |
| ------------------- | ---------------------------- | ------------------ | ---------------------------- | -------------------- |
| Tony Abbott 5       | Liberal Party of Australia   | Warringah          | New South Wales              | 1994–                |
| Dick Adams          | Australian Labor Party       | Lyons              | Tasmanien                    | 1993–                |
| Ken Aldred          | Liberal Party of Australia   | Deakin             | Victoria                     | 1975–1980, 1983–1996 |
| John Anderson       | Nationale Partei Australiens | Gwydir             | New South Wales              | 1989–2007            |
| Neil Andrew         | Liberal Party of Australia   | Wakefield          | South Australia              | 1983–2004            |
| Kevin Andrews       | Liberal Party of Australia   | Menzies            | Victoria                     | 1991–                |
| Rod Atkinson        | Liberal Party of Australia   | Isaacs             | Victoria                     | 1990–1996            |
| Peter Baldwin       | Australian Labor Party       | Sydney             | New South Wales              | 1983–1998            |
| Julian Beale        | Liberal Party of Australia   | Bruce              | Victoria                     | 1984–1996            |
| Kim Beazley         | Australian Labor Party       | Swan               | Western Australia            | 1980–2007            |
| David Beddall       | Australian Labor Party       | Rankin             | Queensland                   | 1983–1998            |
| Arch Bevis          | Australian Labor Party       | Brisbane           | Queensland                   | 1990–2010            |
| Gordon Bilney       | Australian Labor Party       | Kingston           | South Australia              | 1983–1996            |
| Bronwyn Bishop 4    | Liberal Party of Australia   | Mackellar          | New South Wales              | 1994–                |
| Neal Blewett 3      | Australian Labor Party       | Bonython           | South Australia              | 1977–1994            |
| John Bradford       | Liberal Party of Australia   | McPherson          | Queensland                   | 1990–1998            |
| Ray Braithwaite     | Nationale Partei Australiens | Dawson             | Queensland                   | 1975–1996            |
| Laurie Brereton     | Australian Labor Party       | Kingsford Smith    | New South Wales              | 1990–2004            |
| Bob Brown           | Australian Labor Party       | Charlton           | New South Wales              | 1980–1998            |
| Alan Cadman         | Liberal Party of Australia   | Mitchell           | New South Wales              | 1974–2007            |
| Eoin Cameron        | Liberal Party of Australia   | Stirling           | Western Australia            | 1993–1998            |
| Graeme Campbell     | Australian Labor Party       | Kalgoorlie         | Western Australia            | 1980–1998            |
| Jim Carlton 4       | Liberal Party of Australia   | Mackellar          | New South Wales              | 1977–1994            |
| Bob Charles         | Liberal Party of Australia   | La Trobe           | Victoria                     | 1990–2004            |
| Bob Chynoweth       | Australian Labor Party       | Dunkley            | Victoria                     | 1984–1990, 1993–1996 |
| Phil Cleary         | parteilos                    | Wills              | Victoria                     | 1992, 1993–1996      |
| Peter Cleeland      | Australian Labor Party       | McEwen             | Victoria                     | 1984–1990, 1993–1996 |
| Michael Cobb        | Nationale Partei Australiens | Parkes             | New South Wales              | 1984–1998            |
| David Connolly      | Liberal Party of Australia   | Bradfield          | New South Wales              | 1974–1996            |
| Peter Costello      | Liberal Party of Australia   | Higgins            | Victoria                     | 1990–2009            |
| Mary Crawford       | Australian Labor Party       | Forde              | Queensland                   | 1987–1996            |
| Simon Crean         | Australian Labor Party       | Hotham             | Victoria                     | 1990–                |
| Janice Crosio       | Australian Labor Party       | Prospect           | New South Wales              | 1990–2004            |
| Barry Cunningham    | Australian Labor Party       | McMillan           | Victoria                     | 1980–1990, 1993–1996 |
| John Dawkins 2      | Australian Labor Party       | Fremantle          | Western Australia            | 1974–1975, 1977–1994 |
| Maggie Deahm        | Australian Labor Party       | Macquarie          | New South Wales              | 1993–1996            |
| Don Dobie           | Liberal Party of Australia   | Cook               | New South Wales              | 1966–1972, 1975–1998 |
| Peter Dodd          | Australian Labor Party       | Leichhardt         | Queensland                   | 1993–1996            |
| Alexander Downer    | Liberal Party of Australia   | Mayo               | South Australia              | 1984–2008            |
| Michael Duffy       | Australian Labor Party       | Holt               | Victoria                     | 1980–1996            |
| Peter Duncan        | Australian Labor Party       | Makin              | South Australia              | 1984–1996            |
| Mary Easson         | Australian Labor Party       | Lowe               | New South Wales              | 1993–1996            |
| Paul Elliott        | Australian Labor Party       | Parramatta         | New South Wales              | 1990–1996            |
| Martyn Evans 3      | Australian Labor Party       | Bonython           | South Australia              | 1994–2004            |
| Richard Evans       | Liberal Party of Australia   | Cowan              | Western Australia            | 1993–1998            |
| Wendy Fatin         | Australian Labor Party       | Brand              | Western Australia            | 1983–1996            |
| Laurie Ferguson     | Australian Labor Party       | Reid               | New South Wales              | 1990–                |
| Paul Filing         | Liberal Party of Australia   | Moore              | Western Australia            | 1990–1998            |
| Tim Fischer         | Nationale Partei Australiens | Farrer             | New South Wales              | 1984–2001            |
| Eric Fitzgibbon     | Australian Labor Party       | Hunter             | New South Wales              | 1984–1996            |
| John Forrest        | Nationale Partei Australiens | Mallee             | Victoria                     | 1993–                |
| Ross Free           | Australian Labor Party       | Lindsay            | New South Wales              | 1980–1996            |
| Christine Gallus    | Liberal Party of Australia   | Hindmarsh          | South Australia              | 1990–2004            |
| George Gear         | Australian Labor Party       | Canning            | Western Australia            | 1983–1996            |
| Petro Georgiou 6    | Liberal Party of Australia   | Kooyong            | Victoria                     | 1994–2010            |
| Garrie Gibson       | Australian Labor Party       | Moreton            | Queensland                   | 1990–1996            |
| Russ Gorman         | Australian Labor Party       | Greenway           | New South Wales              | 1983–1996            |
| Ted Grace           | Australian Labor Party       | Fowler             | New South Wales              | 1984–1998            |
| Alan Griffin        | Australian Labor Party       | Corinella          | Victoria                     | 1993–                |
| Alan Griffiths      | Australian Labor Party       | Maribyrnong        | Victoria                     | 1983–1996            |
| Steele Hall         | Liberal Party of Australia   | Boothby            | South Australia              | 1981–1996            |
| Bob Halverson       | Liberal Party of Australia   | Casey              | Victoria                     | 1984–1998            |
| Chris Haviland      | Australian Labor Party       | Macarthur          | New South Wales              | 1993–1996            |
| David Hawker        | Liberal Party of Australia   | Wannon             | Victoria                     | 1983–2010            |
| Marjorie Henzell    | Australian Labor Party       | Capricornia        | Queensland                   | 1993–1996            |
| John Hewson 8       | Liberal Party of Australia   | Wentworth          | New South Wales              | 1987–1995            |
| Noel Hicks          | Nationale Partei Australiens | Riverina           | New South Wales              | 1980–1998            |
| Clyde Holding       | Australian Labor Party       | Melbourne Ports    | Victoria                     | 1977–1998            |
| Colin Hollis        | Australian Labor Party       | Throsby            | New South Wales              | 1983–1998            |
| Bob Horne           | Australian Labor Party       | Paterson           | New South Wales              | 1993–1996, 1998–2001 |
| John Howard         | Liberal Party of Australia   | Bennelong          | New South Wales              | 1974–2007            |
| Brian Howe          | Australian Labor Party       | Batman             | Victoria                     | 1977–1996            |
| Ben Humphreys       | Australian Labor Party       | Griffith           | Queensland                   | 1977–1996            |
| Harry Jenkins       | Australian Labor Party       | Scullin            | Victoria                     | 1986–                |
| Gary Johns          | Australian Labor Party       | Petrie             | Queensland                   | 1987–1996            |
| Barry Jones         | Australian Labor Party       | Lalor              | Victoria                     | 1977–1998            |
| David Jull          | Liberal Party of Australia   | Fadden             | Queensland                   | 1975–1983, 1984–2007 |
| Bob Katter          | Nationale Partei Australiens | Kennedy            | Queensland                   | 1993–                |
| Paul Keating        | Australian Labor Party       | Blaxland           | New South Wales              | 1969–1996            |
| Ros Kelly 7         | Australian Labor Party       | Canberra           | Australian Capital Territory | 1980–1995            |
| David Kemp          | Liberal Party of Australia   | Goldstein          | Victoria                     | 1990–2004            |
| John Kerin 1        | Australian Labor Party       | Werriwa            | New South Wales              | 1972–1975, 1978–1993 |
| Duncan Kerr         | Australian Labor Party       | Denison            | Tasmanien                    | 1987–2010            |
| Peter Knott         | Australian Labor Party       | Gilmore            | New South Wales              | 1993–1996            |
| John Langmore       | Australian Labor Party       | Fraser             | Australian Capital Territory | 1984–1997            |
| Mark Latham 1       | Australian Labor Party       | Werriwa            | New South Wales              | 1994–2005            |
| Michael Lavarch     | Australian Labor Party       | Dickson            | Queensland                   | 1987–1996            |
| Carmen Lawrence 2   | Australian Labor Party       | Fremantle          | Victoria                     | 1994–2007            |
| Michael Lee         | Australian Labor Party       | Dobell             | New South Wales              | 1984–2001            |
| Lou Lieberman       | Liberal Party of Australia   | Indi               | Victoria                     | 1993–2001            |
| Ted Lindsay         | Australian Labor Party       | Herbert            | Queensland                   | 1983–1996            |
| Bruce Lloyd         | Nationale Partei Australiens | Murray             | Victoria                     | 1971–1996            |
| Ted Mack            | parteilos                    | North Sydney       | New South Wales              | 1990–1996            |
| Michael MacKellar 5 | Liberal Party of Australia   | Warringah          | New South Wales              | 1969–1994            |
| Stephen Martin      | Australian Labor Party       | Cunningham         | New South Wales              | 1984–2002            |
| Stewart McArthur    | Liberal Party of Australia   | Corangamite        | Victoria                     | 1984–2007            |
| Peter McGauran      | Nationale Partei Australiens | Gippsland          | Victoria                     | 1983–2008            |
| Jeannette McHugh    | Australian Labor Party       | Grayndler          | New South Wales              | 1983–1996            |
| Ian McLachlan       | Liberal Party of Australia   | Barker             | South Australia              | 1990–1998            |
| Leo McLeay          | Australian Labor Party       | Watson             | New South Wales              | 1979–2004            |
| Daryl Melham        | Australian Labor Party       | Banks              | New South Wales              | 1990–                |
| Chris Miles         | Liberal Party of Australia   | Braddon            | Tasmanien                    | 1984–1998            |
| John Moore          | Liberal Party of Australia   | Ryan               | Queensland                   | 1975–2001            |
| Allan Morris        | Australian Labor Party       | Newcastle          | New South Wales              | 1983–1998            |
| Peter Morris        | Australian Labor Party       | Shortland          | New South Wales              | 1972–1998            |
| Judi Moylan         | Liberal Party of Australia   | Pearce             | Western Australia            | 1993–                |
| Garry Nehl          | Nationale Partei Australiens | Cowper             | New South Wales              | 1984–2001            |
| Neville Newell      | Australian Labor Party       | Richmond           | New South Wales              | 1990–1996            |
| Paul Neville        | Nationale Partei Australiens | Hinkler            | Queensland                   | 1993–                |
| Peter Nugent        | Liberal Party of Australia   | Aston              | Victoria                     | 1990–2001            |
| Gavan O’Connor      | Australian Labor Party       | Corio              | Victoria                     | 1993–2007            |
| Neil O’Keefe        | Australian Labor Party       | Burke              | Victoria                     | 1984–2001            |
| Andrew Peacock 6    | Liberal Party of Australia   | Kooyong            | Victoria                     | 1966–1994            |
| Roger Price         | Australian Labor Party       | Chifley            | New South Wales              | 1984–2010            |
| Geoff Prosser       | Liberal Party of Australia   | Forrest            | Western Australia            | 1987–2007            |
| Gary Punch          | Australian Labor Party       | Barton             | New South Wales              | 1983–1996            |
| Christopher Pyne    | Liberal Party of Australia   | Sturt              | South Australia              | 1993–                |
| Harry Quick         | Australian Labor Party       | Franklin           | Tasmanien                    | 1993–2007            |
| Bruce Reid          | Liberal Party of Australia   | Bendigo            | Victoria                     | 1990–1998            |
| Peter Reith         | Liberal Party of Australia   | Flinders           | Victoria                     | 1982–1983, 1984–2001 |
| Allan Rocher        | Liberal Party of Australia   | Curtin             | Western Australia            | 1981–1998            |
| Michael Ronaldson   | Liberal Party of Australia   | Ballarat           | Victoria                     | 1990–2001            |
| Philip Ruddock      | Liberal Party of Australia   | Berowra            | New South Wales              | 1973–                |
| Rod Sawford         | Australian Labor Party       | Port Adelaide      | South Australia              | 1988–2007            |
| Con Sciacca         | Australian Labor Party       | Bowman             | Queensland                   | 1987–2004            |
| Bruce Scott         | Nationale Partei Australiens | Maranoa            | Queensland                   | 1990–                |
| Les Scott           | Australian Labor Party       | Oxley              | Queensland                   | 1988–1996            |
| John Sharp          | Nationale Partei Australiens | Hume               | New South Wales              | 1984–1998            |
| David Simmons       | Australian Labor Party       | Calare             | New South Wales              | 1983–1996            |
| Ian Sinclair        | Nationale Partei Australiens | New England        | New South Wales              | 1963–1998            |
| Peter Slipper       | Liberal Party of Australia   | Fisher             | Queensland                   | 1984–1987, 1993–     |
| Silvia Smith        | Australian Labor Party       | Bass               | Tasmanien                    | 1993–1996            |
| Stephen Smith       | Australian Labor Party       | Perth              | Western Australia            | 1993–                |
| Brendan Smyth 7     | Liberal Party of Australia   | Canberra           | Australian Capital Territory | 1995–1996            |
| Jim Snow            | Australian Labor Party       | Eden-Monaro        | New South Wales              | 1983–1996            |
| Warren Snowdon      | Australian Labor Party       | Northern Territory | Northern Territory           | 1987–1996, 1998–     |
| Alex Somlyay        | Liberal Party of Australia   | Fairfax            | Queensland                   | 1990–                |
| Peter Staples       | Australian Labor Party       | Jagajaga           | Victoria                     | 1983–1996            |
| Kathy Sullivan      | Liberal Party of Australia   | Moncrieff          | Queensland                   | 1984–2001            |
| Wayne Swan          | Australian Labor Party       | Lilley             | Queensland                   | 1993–                |
| Lindsay Tanner      | Australian Labor Party       | Melbourne          | Victoria                     | 1993–2010            |
| Bill Taylor         | Liberal Party of Australia   | Groom              | Queensland                   | 1988–1998            |
| Andrew Theophanous  | Australian Labor Party       | Calwell            | Victoria                     | 1980–2001            |
| Andrew Thomson 8    | Liberal Party of Australia   | Wentworth          | New South Wales              | 1995–2001            |
| Robert Tickner      | Australian Labor Party       | Hughes             | New South Wales              | 1984–1996            |
| Warren Truss        | Nationale Partei Australiens | Wide Bay           | Queensland                   | 1990–                |
| Wilson Tuckey       | Liberal Party of Australia   | O’Connor           | Western Australia            | 1980–2010            |
| Mark Vaile          | Nationale Partei Australiens | Lyne               | New South Wales              | 1993–2008            |
| Barry Wakelin       | Liberal Party of Australia   | Grey               | South Australia              | 1993–2007            |
| Frank Walker        | Australian Labor Party       | Robertson          | New South Wales              | 1990–1996            |
| Daryl Williams      | Liberal Party of Australia   | Tangney            | Western Australia            | 1993–2004            |
| Ralph Willis        | Australian Labor Party       | Gellibrand         | Victoria                     | 1972–1998            |
| Harry Woods         | Australian Labor Party       | Page               | New South Wales              | 1990–1996            |
| Michael Wooldridge  | Liberal Party of Australia   | Chisholm           | Victoria                     | 1987–2001            |
| Trish Worth         | Liberal Party of Australia   | Adelaide           | South Australia              | 1993–2004            |

1 John Kerin (Australian Labor Party) trat im Dezember 1993 zurück. Die dadurch resultierende Nachwahl am 29. Januar 1994 in Werriwa gewann Mark Latham (Australian Labor Party).
2 John Dawkins (Australian Labor Party) trat im Februar 1994 zurück. Die dadurch resultierende Nachwahl am 12. März 1994 in Fremantle gewann Carmen Lawrence (Australian Labor Party).
3 Neal Blewett (Australian Labor Party) trat im Februar 1994 zurück. Die dadurch resultierende Nachwahl am 19. März 1994 in Bonython gewann Martyn Evans (Australian Labor Party).
4 Jim Carlton (Liberal Party of Australia) trat im Januar 1994 zurück. Die dadurch resultierende Nachwahl am 26. März 1994 in Mackellar gewann Bronwyn Bishop (Liberal Party of Australia).
5 Michael MacKellar (Liberal Party of Australia) trat im Februar 1994 zurück. Die dadurch resultierende Nachwahl am 26. März 1994 in Warringah gewann Tony Abbott (Liberal Party of Australia).
6 Andrew Peacock (Liberal Party of Australia) trat im September 1994 zurück. Die dadurch resultierende Nachwahl am 19. November 1994 in Kooyong gewann Petro Georgiou (Liberal Party of Australia).
7 Ros Kelly (Australian Labor Party) trat im Januar 1995 zurück. Die dadurch resultierende Nachwahl am 25. März 1995 in Canberra gewann Brendan Smyth (Liberal Party of Australia).
8 John Hewson (Liberal Party of Australia) trat im Februar 1995 zurück. Die dadurch resultierende Nachwahl am 8. April 1995 in Wentworth gewann Andrew Thomson (Liberal Party of Australia).